# Iglesia de San Esteban (Alija del Infantado)
La iglesia de San Esteban es un templo católico de la localidad española de Alija del Infantado, en la provincia de León.

## Descripción
La iglesia se encuentra en el municipio leonés de Alija del Infantado, en Castilla y León. El templo, cuya construcción original se remontaría a los siglos XIII-XIV, habría formado parte en el pasado de un convento.
El 6 de mayo de 1993, el inmueble fue declarado Bien de Interés Cultural, con la categoría de monumento, en un decreto publicado el día 11 de ese mismo mes en el Boletín Oficial de Castilla y León, con la rúbrica del presidente de la Junta de Castilla y León, Juan José Lucas, y el entonces consejero de Cultura y Turismo, Emilio Zapatero Villalonga.